# Menstruációs ciklus

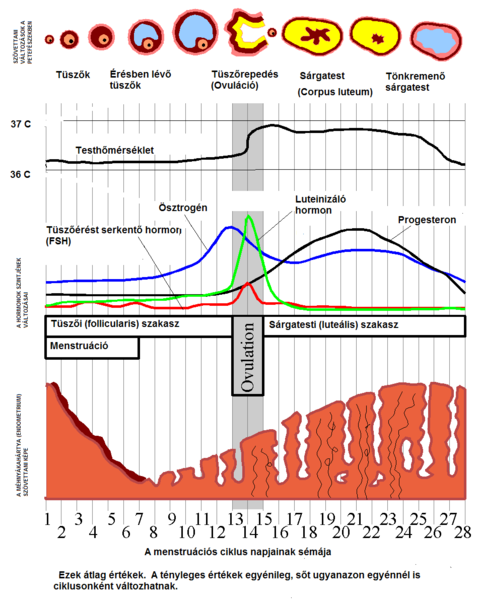
Ovarialis és menstruációs ciklus együttes sémája

A női nemi működés ciklikus jellegű. Ez az ovarialis és menstruációs ciklus: az előbbi, vagyis az ovuláció a petesejtérés ciklusa, az utóbbi a menstruáció vagy menzesz, mely szavak a latin menses, vagyis hónap szóból származnak, ekkor a megérett, de megtermékenyítetlen petesejt vérzés kíséretében távozik a szervezetből a női hüvelyen keresztül. Ez a működés a lányoknál a serdülőkor végén, a fiatal felnőttkor elején 10-15 éves korban az első menstruációs vérzéssel (menarche) kezdődik, és a változó korban a menstruációs vérzések elmaradásával, (menopauza) fejeződik be. Ettől eltérően természetesen előfordulhat menstruáció első alkalommal 9, de 17 éves korban is, ezeket a szélsőséges eseteket azonban ajánlatos kivizsgáltatni, hiszen megeshet, hogy valamilyen hormonális betegség okozza, vagy a többek közt a nemi érésért is felelős hipotalamusz nem működik megfelelően. A menstruáció a méhnyálkahártya havonta (átlagosan 28 naponként, de ez az időperiódus egyénenként, sőt ugyanannál az egyénnél is elég nagy változatosságot mutat, így gyakorlatilag 25-33 naponként) történő lelökődését és vérzés kíséretében történő kiürülését jelenti. A teljesen szabályos ciklussorozat szinte nem is fordul elő, felnőtt nőknél is megesik, hogy előbb jön, esetleg akár 2 hét csúszással is. Ha huzamosabb ideig elmarad, és a nő nemi életet él, akkor nem árt a terhességre is gyanakodni. A tinédzsereknél a ciklus még meglehetősen ingadozó lehet, csak kb. 18-19 éves korban vesz fel egy viszonylagos állandóságot. Ez a hormonális szabályozás ingadozása, majd fokozatos stabilizálódása miatt van. Terhességek alatt szünetel. Az emberen kívül csak az emberszabású majmoknál fordul elő. A folyamat több szintű hormonális szabályozás alatt áll. Ennek a szabályozó rendszernek a felső szintjét a hipotalamo-hipofízeális rendszer gonadotróp (a gonadokat, nemi mirigyeket serkentő) hormonjai jelentik, amelyeknek termelődését negatív visszacsatolással (feed-back) a petefészekben (ovarium) termelődő hormonok befolyásolják. Az anyaméh (uterus) nyálkahártyájának (endometrium) változásait a petefészek hormonjainak szintje szabályozza.

## A hipotalamo-hipofízeális rendszer szerepe
A hipotalamuszban képződnek azok az anyagok, amelyek az agyalapi mirigy (hipophysys) elülső lebenyében a nemi mirigyeket serkentő (gonadotrop) hormonok termelődését és a hormonok ürítését elősegítik. Nőben az utóbbiak a tüszőérést, annak hormontermelését és hormonkibocsátását serkentő hormon (follikulus stimuláló hormon; FSH) valamint a sárgatest képződését, hormontermelését és hormonkibocsátását serkentő hormon (luteinizáló hormon; LH).

## Tüszőérés
A női ivarsejt (petesejt; ovum) a tüszőérés során válik megtermékenyülésre alkalmassá. A petesejtek szaporodása már a három-négy hónapos leánymagzatok petefészkében (ovarium) befejeződik, ekkorra két petefészekben összesen mintegy 400 ezer található, és ezután számuk már csak csökken. (Férfiakban a hím ivarsejtek (spermiumok) előalakjainak szaporodása folyamatos, és egészséges egyénekben az egész élet folyamán tart. A hím nemi működésben ciklikusság nincs.) Születéskor a petefészkekben lévő petesejtek az első érési oszlás profázisában megállapodva találhatók, és így maradnak a ciklusos női nemi működés beindulása után is, eltekintve azoktól, amelyek egy-egy ciklusban érésnek indulnak. A nyugalomban lévő, elsődleges tüszők az előbb említett stádiumban lévő petesejtekből, és az azokat körülvevő lapos tüszőhámsejtekből állnak. A petefészek felszínhez közelebb lévő kéregállományának sejtdús kötőszövetébe vannak beágyazva. A follikulusz-stimuláló hormon (FSH) hatására néhány tüsző fejlődésnek indul. Ez azt jelenti, hogy a petesejtek megnagyobbodnak és tartalék tápanyagot halmoznak fel, a tüsző hámsejtjei magasabbak lesznek, majd szaporodni kezdenek és többrétegűvé válnak (fejlődő, másodlagos tüsző). A többrétegű hám megvastagodása elér egy olyan fokot, hogy a belső sejtek már nem jutnak elég tápanyaghoz és elfolyósodnak, így üreg alakul ki (cavum folliculi), amelyben folyadék gyűlik fel (liquor folliculi), a petesejt az üregbe bedomborodó tüszőhámsejt halmazban, a petedombban (cumulus oophorus) foglal helyet. Közben a tüszőt körülvevő petefészekállomány szövetében is lényeges változások következnek be. A tüsző gyors növekedése átrendezi a petefészek szövetének rostállományát, kialakul a külső tok (theca externa), lényegesebb azonban, hogy a tüszőhámmal határos sejtek megduzzadnak, hajszálérellátásuk bőségessé válik. Utóbbi szolgálja a tüsző megfelelő tápanyagellátását. Másrészt összefügg azzal, hogy a belső tok (theca interna) sejtjei lényegében belső elválasztású (hormontermelő) sejtekké alakulnak. Ezek a sejtek termelik a tüszőhormont (ösztrogént), aminek hatására a méhnyálkahártya (helyreállítási és fejlődési) (regenerációs és proliferációs) fázisa következik be, ugyanakkor a hipotalamo-hipofízeális rendszer felé ható negatív visszacsatolással csökkentik az FSH termelést, ezzel fokozatosan előtérbe kerül az ovulációt, a sárgatest (corpus luteum) kialakulását, és hormontermelését elősegítő luteinizáló hormon (LH) hatása. A több érésnek induló tüsző közül általában egy a többit meghaladó ütemben fejlődik, és hormontermelése a többi fejlődését visszaszorítja. Ezek tönkremennek és felszívódnak (follikulus atrézia), a páros vagy többszörös tüszőfejlődés normál körülmények között ritka, a terhesség kialakulása érdekében végzett hormonális kezelések után viszont gyakori (nem mindig kívánatos) jelenség.

## Érett tüsző

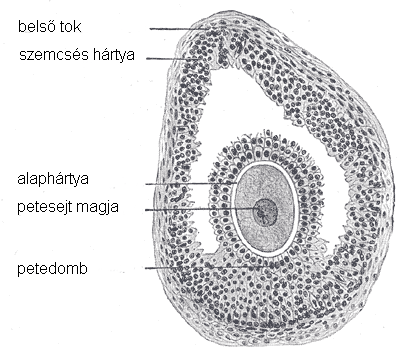
Előrehaladott érési fázisban lévő tüsző

Az érett tüsző (folliculus ovaricus vesiculosus) az ovarium felszínét kidudorítva helyezkedik el. Szerkezete a harmadlagos tüszőnek nagyjából megfelelő, annak végső, kifejlett formája. Részei: (kívülről befelé haladva): külső tok (theca externa), a petefészeknek a tüsző növekedése miatt átrendeződött állománya; belső tok (theca interna) a petefészek ösztrogén termelésre módosult állománya, amelynek jó vérellátása a tüsző táplálását is szolgálja. A tüszőhám (membrana granulosa) (utóbbi neve onnan származik, hogy felvágva, belső felszíne szemcsés szerkezetűnek látszik), a petedomb (cumulus oophrus) a tüszőhám bedomborodása, amelynek csúcsközeli részében van a petesejt. A tüsző ürege (cavum folliculi), amelyet folyadék (liquor folliculi) tölt ki. A petesejtet körülvevő tüszőhámsejtek (corona radiata), amelyek nyúlványaikon keresztül fontos szerepet játszanak a petesejt táplálásában. A petesejtet borító, alaphártya jellegű réteg (zona pellucida), amely védelmet nyújt a petesejtnek, de ugyanakkor átbocsátja a petesejtet tápláló corona radiata sejtjeinek nyúlványait.

## Tüszőrepedés
A tüszőrepedés (ovulatio) a ciklus közepén (kb. 14. napján) következik be. (A testhőmérséklet emelkedése is jelzi, lásd a sémás ábrát). Ilyenkorra a FSH hatása a negatív visszaszabályozás miatt visszaszorul, és a hirtelen megemelkedő LH hatására a petefészek vérellátása úgy változik, hogy fokozódik a tüszőre kifejtett nyomás. A fokozott nyomás hatására a tüsző megreped, és a hirtelen kiáramló tüszőfolyadék a petesejtet és az azt közvetlenül körülvevő sejteket kisodorják a hashártyaüregbe (cavum peritoneale), a méhkürt (tuba uterina) hashártyaüregi nyílásának közelébe. A petesejt a méhkürt „szívó” hatásának következtében bekerül a méhkürtbe, és - a méhkürt mechanizmusainak köszönhetően - megkezdi lassú vándorlását a méhüreg felé. (A folyamat időzítése olyan, hogy oda akkorra érkezik, amikor a sárgatesthormon hatására a méhnyálkahártya éppen a beágyazódásra legalkalmasabb (szekréciós) fázisában van. A beágyazódáshoz persze az is szükséges, hogy a petesejt közben megtermékenyüljön (ez a felhatoló hímivarsejtek közreműködésével a méhkürtben történik), fejlődésnek induljon, és a méhüregbe éppen beágyazódásra képes állapotban kerüljön. (A terhesség bekövetkezéséhez így egy természetes módon időzített, bonyolult folyamatokból álló rendszer összehangolt működésére van szükség.)

## Sárgatest
A sárgatest (corpus luteum) a LH hatására a visszamaradt tüszőhám és a belső tok sejtjeinek átalakulásával jön létre. (Ennek megfelelően theca és granulosa eredetű lutein sejtekből áll.)
A LH hatása tovább is fennmarad, ami fokozza a sárgatesthormon (progeszteron) termelődését. A progeszteron hatására a méhnyálkahártya tovább vastagodik, tápanyagokat halmoz fel, jól megkülönböztethetővé válik a felszínesebb tömör és a mélyebb szivacsos réteg, mirigyei váladékot termelnek. Összességében: felkészül a megtermékenyített petesejt befogadására. Közben a sárgatesthormon a negatív visszacsatolás mechanizmusán keresztül visszaszorítja a FSH és LH termelődését. Ha bekövetkezik a terhesség a kialakuló magzatburkok hormonális hatására a sárgatest még kb. három hónapig fennmarad (terhességi sárgatest), majd szerepét átveszi a méhlepény hormontermelése. Ha terhesség nem következik be, a visszacsatolási mechanizmus következtében leeső LH szint miatt a sárgatest tönkremegy, a progeszteron termelés lecsökken, a méhnyálkahártya nem képes tovább fennmaradni, és egy vékony alapi réteg kivételével vérzés kíséretében leválik és kiürül (menstruáció). Az FSH termelés blokkolódása a progeszteron szint leesésével megszűnik, ezzel az egész ciklus újrakezdődik.

## Méhnyálkahártya
A méhnyálkahártya (endometrium) közvetlenül tapad a méhizomzathoz (myometrium), nincs nyálkahártya alatti rétege. A méhizomzattal közvetlenül érintkező, sőt abba részben beterjedő alapi rétege a (stratum basale) nem vesz részt a menstruációval járó változásokban és lelökődésben. Ez az a réteg, amiből menstruáció után a méhnyálkahártya újraképződik. Az e fölött lévő réteg (stratum functionale) mutatja azokat a változásokat, amelyek a menstruációs ciklussal összefüggésben fentebb tárgyalásra kerültek. Terhesség esetén az endometrium tovább fejlődik és alapvető szerepe van a megtermékenyített petesejt táplálásában, részt vesz a méhlepény anyai részének kialakításában, és ezzel a magzat táplálásában. Szüléskor a placentát és magzatburkot képző része leválik, és a szülés placentáris szakaszában a méhlepénnyel együtt kiürül.

## A női nemi ciklus összefoglalása
- A menstruációt követően a tüszőérést serkentő hormon (FSH – follikuluszstimuláló hormon) szintje lassan emelkedni kezd, új tüsző érését segítve.
- A ciklus közepe táján az ösztrogének szintje is emelkedik, amit hamarosan követ a luteinizáló hormon (LH) mennyiségének ugrásszerű növekedése (a grafikonon ezt spike-nak hívják – angolul tüskét jelent), ez az érett petesejt kilökődését idézi elő.
- A petesejt bekerül a petevezetőbe, közben a felrepedt tüszőből kialakul a sárgatest (corpus luteum), amely a ciklus hátralévő részében, egészen a menstruációig termeli a progeszteront. Ebben az időszakban a legnagyobb a megtermékenyítés esélye.
- Közben a méh nyálkahártyája megvastagszik, dúsan erezetté és mirigyessé válik, felkészül a megtermékenyített petesejt (zigóta) beágyazódására.
- Amennyiben ez nem történik meg, a sárgatest elsorvad, progeszterontermelése leáll, és vérzés kíséretében megkezdődik a nyálkahártya leválása.
- Az ovuláció során a nemileg érett női testben egy petesejt érik meg (esetenként kettő, ami kétpetéjű ikrek születéséhez vezethet).
- A méh nyálkahártyája, az endometrium folyamatosan vastagszik. Ovuláció után a méhfal megváltozik (izomzata ellazul), képessé válik a megtermékenyített petesejt befogadására.

## Külső linkek
- Menstruációs/ovulációs naptár a Naptár Portálon... Archiválva 2011. február 11-i dátummal a Wayback Machine-ben
- Blue Histology Archiválva 2010. december 1-i dátummal a Wayback Machine-ben (angolul)
- A menstruációs ciklus
- Nőgyógyászat Portál
- Menstruáció.lap.hu
- Életmód a menstruáció során[halott link]
- Menstruációs fájdalmak (dysmenorrhoea) Archiválva 2017. július 21-i dátummal a Wayback Machine-ben